# Kinect: ディズニーランド・アドベンチャーズ
『Kinect: ディズニーランド・アドベンチャーズ』（キネクト ディズニーランド・アドベンチャーズ、Kinect: Disneyland Adventures）は、開発はKinect アニマルズを制作したFrontier Developments、販売はマイクロソフトより2011年12月8日に発売された、Xbox 360 Kinectセンサー専用のアクションアドベンチャーゲームである。

## 概要
ディズニーの全面協力を受けて実現したKinect 専用ゲームタイトル。忠実に再現された米国のカリフォルニア州・アナハイムのディズニーランド・パーク（ディズニーランド・リゾート）を舞台に、プレイヤーはこの広大なオープンワールドのパーク内を自由に冒険しながら、ミッキーマウスや白雪姫、ダッフィーといった40以上のディズニーの仲間たちとの触れ合いのひとときを楽しんだり、いろいろなお願いを聞いて助けてあげたりすることができる。
また、パーク内には様々なアトラクションが用意され、「ピーターパン空の旅」や「不思議の国のアリス」といったファンタジーの世界に飛び込んだり、「カリブの海賊」や「ジャングルクルーズ」「ホーンテッドマンション」といったおなじみのアトラクション、さらには「マッターホーン・ボブスレー」といったカリフォルニアのディズニーランド・パークにしかないアトラクションを楽しめる。
カルーセル等にも乗ることができるが、東京ディズニーランド（東京ディズニーリゾート）のようなシンデレラをモチーフにしたものではなくアーサー王（王様の剣）をモチーフにしたキングアーサー・カルーセルである。

## ゲーム内容
Kinectセンサーがプレイヤーを認識し自分の分身となるキャラクターを操作して、まるで本物のディズニーランドにいるかのような体験が可能となっている。小さな子でもすぐに基本操作を覚えて遊ぶことができる。
例えばミッキーマウス等のディズニーキャラクターとハグやハイタッチ、ダンス等をすることができたり、パーク内のアトラクションでは実際に体を動かして遊ぶといった体験が出来る。パーク内で写真を撮ったり、サインやピン、隠れミッキー等を集めたり、自分がショーの主役になったりすることも可能となっている。また、パーク内のガイドスタッフに声を掛けるとディズニーランドの様々なトリビア等を教えてくれる。パーク内の店では集めたコインでショッピング等も楽しむことが出来る。
もう1人プレーヤーが入れば自動認識し、2人で協力してプレイすることも可能。Kinectセンサーの音声認識機能にも対応。例えば子供がプレイしていて手助けをしてあげたい場面に遭遇したとき、親がボイスコマンドやゲームに飛び入り参加して一緒にプレイすることでフォローすることができる。

## 収録エリア
- メインストリートUSA
- ファンタジーランド
- トゥモローランド
- クリッターカントリー
- アドベンチャーランド
- ニューオーリンズ・スクエア
- フロンティアランド
- トゥーンタウン

## 収録アトラクション
- カリブの海賊
- ピクシー・ホロウ
- 魅惑のチキルーム
- ジャングルクルーズ
- ホーンテッドマンション
- ピーターパン空の旅
- 不思議の国のアリス
- スペースマウンテン
- ビッグサンダーマウンテン
- スプラッシュマウンテン
- プーさんの冒険
- イッツ・ア・スモールワールド
- マッターホーン・ボブスレー
- バズ・ライトイヤーのアストロブラスター
- ファインディング・ニモのサブマリン探検
- 他

## 収録ショー
- 花火
- ディズニー・プリンセス・ファンタジアー・フェア
- ミッキーのサウンドセーショナル・パレード

## 声の出演
- ミッキーマウス - 青柳隆志 / ブレット・イワン
- ミニーマウス - 水谷優子 / ルシー・テイラー
- ドナルドダック - 山寺宏一 / トニー・アンセルモ
- デイジーダック - 土井美加 / トレス・マクニール
- グーフィー - 島香裕 / ビル・ファーマー
- プルート - ビル・ファーマー
- チップ - トレス・マクニール
- デール - コーリー・バートン
- 白雪姫 - 小鳩くるみ / キャサリン・ヴォン・ティル
- ピノキオ - エラン・ガーフィアス
- ウサギどん - 龍田直樹 / ジェス・ハーネル
- キツネどん - 青山穣 / ジェス・ハーネル
- クマどん - 楠見尚己 / ジェームズ・アヴェリー
- シンデレラ - 鈴木より子 / ジェニファー・ヘイル
- アリス - 土井美加 / ヒンデン・ウォルチ
- 白ウサギ - 牛山茂 / ジェフ・ベネット
- ハートの女王 - 小沢寿美恵 / エイプリル・ウィンチェル
- マッドハッター - 西本裕行 / コーリー・バートン
- 三月ウサギ - 高瀬右光 / ジェフ・ベネット
- チシャ猫 - 関時男 / ジム・カミングス
- イモムシ - 佐山陽規 / コーリー・バートン
- ピーター・パン - 山田諒 / ブレイン・ウィーバー
- フック船長 - 内田直哉 / コーリー・バートン
- スミー - 熊倉一雄 / ジェフ・ベネット
- オーロラ - すずきまゆみ / ケイト・ヒギンズ
- モーグリ - マキシム・ナイト
- バルー - ジョエル・マクラリー
- プー - 亀山助清 / ジム・カミングス
- ピグレット - 小形満 / トラヴィス・オーツ
- ティガー - 玄田哲章 / ジム・カミングス
- イーヨー - 石田太郎 / グレッグ・バーガー
- ルー - 山田瑛瑠 / ワイアット・ディーン・ホール
- アリエル - すずきまゆみ / ジョディ・ベンソン
- ベル - 伊東恵里 / ジュリー・ネイサンソン
- 野獣 - 山寺宏一 / ロビー・ベンソン
- アラジン - スコット・ウェインガー
- ジャスミン - リンダ・ラーキン
- ジーニー - ジム・メスキメン
- ウッディ - ジム・ハンクス
- ジェシー - ジョーン・キューザック
- プロスペクター - スティーヴン・スタントン
- バズ・ライトイヤー - 稲葉実 / スティーヴン・スタントン
- エイリアン - 多田野曜平 / ジェフ・ピジョン
- ザーグ - 玄田哲章 / アンドリュー・スタントン
- スティッチ - クリス・サンダース
- ニモ - 吉永拓斗 / 不明
- スクワート - 佐藤大翔 / レイモンド・オチョア
- クラッシュ - 小山力也 / アンドリュー・スタントン
- ブルース - 五王四郎 / バリー・ハンフリーズ
- フォーン - 坂本真綾 / アンジェラ・バーティス
- ティアナ - 鈴木ほのか / アニカ・ノニ・ローズ
- ナヴィーン - 丹宗立峰 / ブルーノ・カンポス
- ブラック・バーティ - 不明 / ジェームズ・パトリック・スチュアート
- フォーチュン・レッド - 不明 / フレッド・タタショア
- ゴーストホスト - 大友龍三郎 / コーリー・バートン
- マダム・レオタ - 込山順子 / スザンヌ・ブレイクスリー
- パークガイドのカレン - 不明 / ケリー・ドナヒュー
- ゴールデンチケット - 飯島肇 / ロジャー・クレイグ・スミス